# Rob Witschge
Robert Witschge, dit Rob Witschge, est un ancien footballeur néerlandais né le 22 août 1966 à Amsterdam. Il évoluait au poste de milieu offensif gauche.
Il est le frère ainé de l'ex-footballeur Richard Witschge.

## Carrière
- 1985-1989 : Ajax Amsterdam  Pays-Bas
- 1989-1991 : AS Saint-Étienne  France
- 1991-1996 : Feyenoord Rotterdam  Pays-Bas
- 1996-1998 : FC Utrecht  Pays-Bas
- 1998-1999 : Al Ittihad Djeddah  Arabie saoudite[1]

### Entraîneur
- 2001 - 2002 :  Pays-Bas Haarlem (entraîneur - adjoint)
- 2002 - 2004 :  Pays-Bas Ado'20 (entraîneur - adjoint)
- 2004 - 2008 :  Pays-Bas Sélection A (entraîneur - adjoint)
- 2008 - 2009 :  Pays-Bas Ajax (entraîneur - adjoint)
- 2009 - 2011 :  Pays-Bas Haarlem (entraîneur - adjoint)
- 2008 - 2009 :  Pays-Bas Ajax (entraîneur - adjoint)
- Depuis 2011 :  Pays-Bas Ajax (Recruteur)

## Palmarès

### En club
- Vainqueur de la Coupe d'Europe des Vainqueurs de Coupe en 1987 avec l'Ajax Amsterdam
- Champion des Pays-Bas en 1993 avec le Feyenoord Rotterdam
- Vainqueur de la Coupe des Pays-Bas en 1986 et 1987 avec l'Ajax Amsterdam et en 1992, 1994 et 1995 avec le Feyenoord Rotterdam
- Finaliste de la Coupe d'Europe des Vainqueurs de Coupe en 1988 avec l'Ajax Amsterdam
- Finaliste de la Supercoupe d'Europe en 1987 avec l'Ajax Amsterdam
- Vice-champion des Pays-Bas en 1986, 1987, 1988 et 1989 avec l'Ajax Amsterdam

### EnÉquipe des Pays-Bas
- 30 sélections et 3 but avec entre 1989 et 1995
- Participation au Championnat d'Europe des Nations en 1992 (1/2 finaliste)
- Participation à la Coupe du Monde en 1994 (1/4 de finaliste)

### Sources
- Marc Barreaud, Dictionnaire des footballeurs étrangers du championnat professionnel français (1932-1997), l'Harmattan, 1997.